# Снежана Михайлова
Снежана Михайлова (29 січня 1954) — болгарська баскетболістка.
Срібна призерка Олімпійських ігор 1980 року.
Бронзова призерка Олімпійських ігор 1976 року.